# Embelia cotinoides
Embelia cotinoides là một loài thực vật có hoa trong họ Anh thảo. Loài này được (S.Moore) Merr. mô tả khoa học đầu tiên năm 1954.